# レスター手稿
レスター手稿（レスターしゅこう、英: Codex Leicester）またはハマー手稿（Codex Hammer）は、レオナルド・ダ・ヴィンチが著した科学文書の収集物である。このコデックス（手稿）は、1719年にこれを購入し、後にレスター伯となったトマス・クックの名前に因んでいる。1994年11月11日にニューヨークで行われたクリスティーズのオークションでビル・ゲイツが3080万2500ドル（2019年の物価で5322万2898.79ドル）で落札し、世界で2番目に高価で売れた本となった。
この手稿は、このルネサンス期の際立った芸術家、科学者、思想家の探求心、芸術と科学の関係性、科学的方法の創造に係る洞察を提供する。
手稿は、29 × 22 cmの36枚の紙からなり、皮で綴じられている。様々な題目が含まれている他の文書とは異なり、この文書は主に水理学が主題となっている。

## 概要
単一の分野の文書ではなく、天文学、水や岩、化石の性質、空気や天体の発光等に関するレオナルドの観察や理論を混ぜたものである。話題には以下のようなものがある。
- なぜ化石が山で見つかるのかの説明。プレートテクトニクスが科学理論として受け入れられる数百年前に、レオナルドは、山はかつて海底であり、徐々に持ち上がってきたものであると信じていた[6]。
- 水の運動。レスター手稿の主要題目である。レオナルドは、川の水の流れや、流路にある異なる障害物からどのような影響を受けるのかを記述した。この観察から、橋の建設と浸食に関する勧告を出した[6]。
- 月の明るさ。レオナルドは、月の表面は水で覆われており、水が太陽の光を反射していると考えた。このモデルでは、水面の波が多くの方向に光を散乱させるため、月が太陽ほど明るくないことの説明になる。また、三日月の暗い部分の薄明りは、地球に反射した太陽光のせいであると説明した。つまり、地球照の現象を、ヨハネス・ケプラーが証明する100年前に既述したことになる[6]。

この手稿は18枚の紙片からなり、各々が半分に折られ、両面に書き込みがされて、合計72ページの文書となっている。かつては紙片がまとめられていたが、現在はバラバラに展示されている。レオナルド自身により、特徴的な鏡文字によるイタリア語の手書きで書かれ、たくさんの絵や図も含まれている。

## 改名
この手稿は、裕福な実業家で美術品収集家のアーマンド・ハマーが1980年に行われたオークションで、レスター家から510万ドル（2018年の物価で1550万ドル）で購入し、後にハマー手稿と改名した。ハマーは、ダ・ヴィンチの研究家のカルロ・ペドレッティに、バラバラになった紙片を元のように装丁し直すことを依頼した。その後7年間で、ペドレッティは各ページを英語に翻訳し、1987年に完成した。

## 最近の歴史
その後、1994年11月11日のクリスティーズのオークションでビル・ゲイツが3080万2500ドルで落札した。ゲイツが入手した後、彼は紙片をスキャンしてデジタル画像にした。そのうちのいくつかは、Microsoft Plus! for Windows 95のCD-ROMのスクリーンセーバーや壁紙に採用された。さらにWindows 98とWindows Meにも含まれた。
現在は、各ページがバラバラにガラス板の間に挟まれて綴られておらず、1年に1度、世界中の各都市で公開されている。2000年にはシドニーのパワーハウスミュージアム、2004年にはフランスのシャンボール城、2005年には東京の森アーツセンターギャラリーで展示された。2006年には、1ページ分がシアトル航空博物館の"Leonardo da Vinci: Man, Inventor, Genius"展で展示された。2007年6月から8月には、ダブリンのチェスター・ビーティ図書館で行われた展示会の主役となった。2015年1月から4月には、アリゾナ州のフェニックス美術館のLeonardo Da Vinci's Codex Leicester and the Power of Observation展で展示され、レオナルド自身の手で描かれた作品がアリゾナ州で展示された初めての機会となった。2015年6月から8月には、ミネソタ州のミネアポリス美術館で行われたLeonardo Da Vinci, the Codex Leicester, and the Creative Mind展、続けて10月から2016年1月には、ノースカロライナ州のノースカロライナ美術館で展示された。

## 持ち主
- ジョヴァンニ・デッラ・ポルタ - ミケランジェロの弟子
- ジュゼッペ・ゲッツィ（-1719年）
- トマス・クック（1719年-1759年）
- レスター家（1759年-1980年）
- アーマンド・ハマー（1980年-1990年）
- ハマー家（1990年-1994年）
- ビル・ゲイツ（1994年-）

## 関連文献
- Thereza Wells, ed (2008). Notebooks of Leonardo da VInci, selected by Irma A. Richter. Oxford World's Classics (new ed.). Oxford: Oxford University Press. ISBN 978-0-19-929902-7
- Christie's Auction House (1980). The Codex Leicester by Leonardo Da Vinci. Christie's. Sale catalogue, held on Friday 12 December 1980.
- Jean Paul Richter (1970). The Notebooks of Leonardo da Vinci. Dover. ISBN 0-486-22572-0 volume 2: 0-486-22573-9. A reprint of the original 1883 edition.